# 日本電気計器検定所
日本電気計器検定所（にほんでんきけいきけんていしょ、英称：Japan Electric Meters Inspection Corporation、略称：JEMIC）は、日本電気計器検定所法に基づき1964年（昭和39年）に設立された、経済産業省所管の法人。1965年（昭和40年）から業務を開始。特殊法人であったが、1986年（昭和61年）10月1日に特別民間法人となった。

## 事業
- 本検定所は、電気の取引の適正な実施の確保に資するため、電気の取引に使用する電気計器の検定等の業務を行い、もつて経済の発展に寄与することを目的とする[1]。

- 検定・検査・校正

取引用電気計器（電力量計）等の検定・検査・校正
照度計の検定
電気計器の形式認証
- 技術基準作成業務